# Culpiu
Culpiu (węg. Mezőkölpény) – wieś w Rumunii, w okręgu Marusza, w gminie Ceuașu de Câmpie. W 2011 roku liczyła 396 mieszkańców.